# Tapajosa spinata
Tapajosa spinata är en insektsart som beskrevs av Young 1968. Tapajosa spinata ingår i släktet Tapajosa och familjen dvärgstritar. Inga underarter finns listade i Catalogue of Life.